# Avaz Twist Tower
La Avaz Twist Tower es un rascacielos de 176 m de altura situado en Sarajevo, Bosnia y Herzegovina. Es la sede de Dnevni avaz, un periódico de Bosnia. La torre está situada en el distrito financiero de Sarajevo, Marijin Dvor. La construcción comenzó en 2006 y finalizó en 2008. La torre es característica por su fachada retorcida. La empresa alemana Schüco la ha escogido entre los 10 edificios más bonitos del mundo. Con una altura de 150 m, hay un observatorio público desde donde se puede observar toda la ciudad.